# 茶色新园蛛
茶色新园蛛（学名：Neoscona theisi），即星條姬鬼蛛，为园蛛科新园蛛属的动物。分布于印度、关岛、孟加拉国、马里亚纳群岛、新西兰、日本、台湾岛以及中国大陆的甘肃、陕西、山东、河南、安徽、浙江、湖北、江西、湖南、福建、广东、四川、贵州、云南等地，主要栖息于灌木丛、草丛以及多种农田。